# Tyfonen Tip

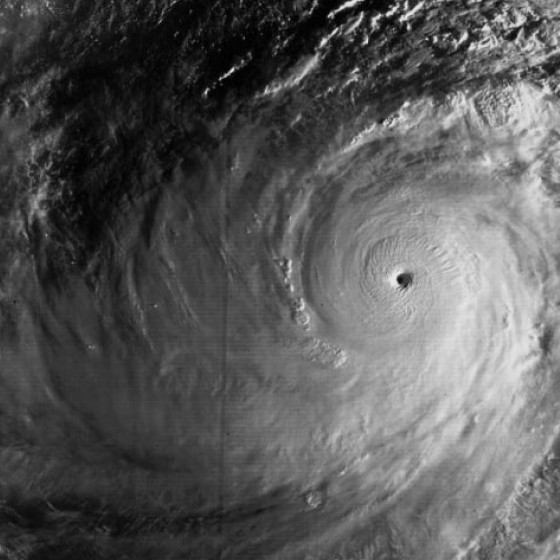
Tyfonen Tip 12 oktober 1979.

Tyfonen Tip var en extremt kraftig tropisk cyklon som rörde sig i västra delen av Stilla havet i oktober 1979. Tip är världens kraftigaste tropiska cyklon som någonsin registrerats och även den största med en diameter på cirka 2 200 km.
Tip bildades som ett tropiskt lågtryck 5 oktober och nådde stormstyrka dagen efter. 10-12 oktober intensifierades ovädret snabbt och 12 oktober hade lufttrycket i ögat (lågtryckssystemets centrum) sjunkit ända till 870 hektopascal/millibar, vilket är det lägsta som någonsin uppmätts i en tropisk cyklon. Medelvindhastigheter på 85 m/s (306 km/h) uppmättes med byar som beräknats till åtminstone 350 km/h, det vill säga ungefär 3 gånger högre än gränsen för orkan (118 km/h). Dessa extremt höga vindhastigheter är jämförbara med en tromb (tornado) av näst högsta kategorin. De uppmätta vindstyrkorna i Tip grundar sig på medelvinden under en tiominuters period. Om USA:s främsta metod hade använts, vilket är medelvinden under en minut, hade värdet troligen varit drygt 10 % högre – det vill säga uppemot 95 m/s (340 km/h). 
Tip höll sig ute över öppet hav under sin mest intensiva fas och efter 12 oktober började den försvagas. 19 oktober nådde Tips öga ön Honshu, Japan, försvagad till en kategori 1 tyfon på den femgradiga orkanskalan. Ovädret orsakade ändå stora skador och 68 människor omkom, de flesta på grund av översvämningar och jordskred.